# 하비프 누르마고메도프
하빕 누르마고메도프(영어: Khabib Nurmagomedov, 1988년 9월 20일 ~ )는 러시아 출신의 전 종합격투기 선수로, UFC 라이트급 챔피언을 지냈으며 프로 경력 **29전 전승(29승 0패)**으로 은퇴했다

## 선수 경력
유년기에 아버지 압둘마납에게 유도·사보·레슬링을 배웠으며, 9세 때 곰과 레슬링 훈련한 일화로 유명. 2008년 프로 데뷔 후 2012년 UFC에 진출해 출전 13연승 동안 2018년 라이트급 챔피언이 되었다

## 여담
- 누르마고메도프는 어린 시절 아버지 압둘마납의 지도 아래 강도 높은 훈련을 받았으며, 특히 **9세 무렵 곰 새끼와 레슬링을 하는 영상**은 이후 온라인에서 큰 화제를 모았다.

- 그는 경기 중 상대를 강하게 테이크다운한 뒤, 그라운드 포지션에서 **상대 선수보다는 코너의 아버지에게 작전 지시를 묻는** 모습으로도 유명했다. 이 장면은 미국 중계에서도 “전설적인 장면”으로 언급되었다.

- 은퇴 발표 당시, 아버지의 사망 직후였으며 어머니와의 약속을 이유로 **"어머니가 원치 않는 싸움은 더 이상 하지 않겠다"**고 직접 밝혔다. 그는 이후 경기 복귀 요청에도 이를 거절하였다.

- UFC 선수 시절, 공식 경기 중 단 한 라운드만 유일하게 **심판 판정에서 1점을 내준 라운드가 있었으며**, 해당 라운드는 코너 맥그리거와의 3라운드였다.

- 은퇴 후에도 후진 양성에 적극적이며, UFC 라이트급 챔피언 이슬람 마카체프를 포함해 여러 다게스탄 출신 선수들을 지도하고 있다.

- 2022년, UFC 명예의 전당(UFC Hall of Fame)에 헌액되었으며, **“무패 은퇴”를 기록한 최초의 남성 UFC 챔피언**으로 평가된다.

- 무슬림 신앙이 깊으며, 경기 후 “**이것은 나의 의지가 아니라 알라의 계획이다**”라는 발언으로도 잘 알려져 있다. 그의 종교적 언행은 러시아 내 무슬림 사회에서 존경받는 계기가 되었다.

- 은퇴 이후에도 사회관계망서비스(SNS)를 통해 팬들과 활발히 소통하고 있으며, **UFC 해설 및 해설진 멤버 제안**도 받은 바 있으나 대부분 거절하고 있다.

## 전적
| 전적 | 날짜       | 상대                      | 결과 | 방식                         | 라운드 | 시간 | 이벤트                                | 장소               |
| ---- | ---------- | ------------------------- | ---- | ---------------------------- | ------ | ---- | ------------------------------------- | ------------------ |
| 29–0 | 2020‑10‑24 | 저스틴 게이치             | 승   | 서브미션 (삼각 초크)         | 2      | 1:34 | UFC 254                               | 아부다비, UAE      |
| 28–0 | 2019‑09‑07 | 더스틴 포이리에           | 승   | 서브미션 (리어네이키드 초크) | 3      | 2:06 | UFC 242                               | 아부다비, UAE      |
| 27–0 | 2018‑10‑06 | 코너 맥그리거             | 승   | 서브미션 (넥 크랭크)         | 4      | 3:03 | UFC 229                               | 라스베이거스, 미국 |
| 26–0 | 2018‑04‑07 | 알 이아퀸타               | 승   | 판정 (전원일치)              | 5      | 5:00 | UFC 223                               | 브루클린, 미국     |
| 25–0 | 2017‑12‑30 | 에드손 바르보자           | 승   | 판정 (전원일치)              | 3      | 5:00 | UFC 219                               | 라스베이거스, 미국 |
| 24–0 | 2016‑11‑12 | 마이클 존슨               | 승   | 서브미션 (키무라)            | 3      | 2:31 | UFC 205                               | 뉴욕, 미국         |
| 23–0 | 2016‑04‑16 | 대럴 호처                 | 승   | TKO (펀치)                   | 2      | 3:38 | UFC on Fox: Teixeira vs. Evans        | 탬파, 미국         |
| 22–0 | 2014‑04‑19 | 하파엘 도스 안요스        | 승   | 판정 (전원일치)              | 3      | 5:00 | UFC on Fox: Werdum vs. Browne         | 올랜도, 미국       |
| 21–0 | 2013‑09‑21 | 팻 힐리                   | 승   | 판정 (전원일치)              | 3      | 5:00 | UFC 165                               | 토론토, 캐나다     |
| 20–0 | 2013‑05‑25 | 아벨 트루히요             | 승   | 판정 (전원일치)              | 3      | 5:00 | UFC 160                               | 라스베이거스, 미국 |
| 19–0 | 2013‑01‑19 | 치아고 타바레스           | 승   | KO (펀치)                    | 1      | 1:55 | UFC on FX: Belfort vs. Bisping        | 상파울루, 브라질   |
| 18–0 | 2012‑07‑07 | 글레이슨 티바우           | 승   | 판정 (전원일치)              | 3      | 5:00 | UFC 148                               | 라스베이거스, 미국 |
| 17–0 | 2012‑01‑20 | 카말 샬로러스             | 승   | 서브미션 (리어네이키드 초크) | 3      | 2:08 | UFC on FX: Guillard vs. Miller        | 내슈빌, 미국       |
| 16–0 | 2011‑10‑22 | 아리마르셀 산토스         | 승   | TKO (펀치)                   | 1      | 3:33 | ProFC 36                              | 러시아             |
| 15–0 | 2011‑09‑15 | 바딤 산둘스키이           | 승   | 서브미션 (삼각 초크)         | 1      | 3:01 | ProFC Ukraine Cup 3                   | 우크라이나         |
| 14–0 | 2011‑08‑05 | 하미즈 마메도프           | 승   | 서브미션 (삼각 초크)         | 1      | 3:15 | ProFC Battle on Don                   | 러시아             |
| 13–0 | 2011‑04‑30 | 카즈직 아바지안           | 승   | 서브미션 (삼각 초크)         | 1      | 4:28 | ProFC 29                              | 러시아             |
| 12–0 | 2010‑12‑?? | 아쇼트 샤기냔             | 승   | KO (펀치)                    | 1      | 2:18 | ProFC 28                              | 러시아             |
| 11–0 | 2010‑??‑?? | 사이드 할릴로프           | 승   | 서브미션 (키무라)            | 1      | 3:16 | ProFC 26                              | 러시아             |
| 10–0 | 2010‑??‑?? | 알렉산더 아가포노프       | 승   | TKO (코너 중단)              | 2      | 5:00 | M-1 Selection Ukraine Finals          | 우크라이나         |
| 9–0  | 2010‑??‑?? | 비탈리 오스트로스키이     | 승   | TKO (펀치)                   | 1      | 4:06 | M-1 Selection Ukraine Clash of Titans | 우크라이나         |
| 8–0  | 2009‑??‑?? | 알리 바고프               | 승   | 판정 (전원일치)              | 2      | 5:00 | Golden Fist of Russia 1               | 러시아             |
| 7–0  | 2009‑??‑?? | 샤불라트 샴할라예프       | 승   | 서브미션 (암바)              | 1      | 4:36 | M-1 Challenge Selections              | 러시아             |
| 6–0  | 2009‑??‑?? | 엘다르 엘다로프           | 승   | TKO (펀치)                   | 2      | 2:44 | Tsumada FC 3                          | 러시아             |
| 5–0  | 2009‑??‑?? | 사이드 아흐메드           | 승   | TKO (펀치)                   | 1      | 2:05 | Tsumada FC 3 (세미파이널)             | 러시아             |
| 4–0  | 2008‑??‑?? | 샤밀 압둘케리모프         | 승   | 판정 (전원일치)              | 2      | 5:00 | Atrium Cup                            | 러시아             |
| 3–0  | 2008‑??‑?? | 라마잔 쿠르바니스마일로프 | 승   | 판정 (전원일치)              | 2      | 5:00 | Atrium Cup (세미파이널)               | 러시아             |
| 2–0  | 2008‑??‑?? | 마고메드 마고메도프       | 승   | 판정 (전원일치)              | 2      | 5:00 | Atrium Cup (8강)                      | 러시아             |
| 1–0  | 2008‑??‑?? | 부살 바이라마프           | 승   | 서브미션 (삼각 초크)         | 1      | 2:20 | CSFU Champions League                 | 우크라이나         |